# پطروس پطروسیان
پطروس پطروسیان (ارمنی: Պետրոս Հակոբի Պետրոսյան؛ ۲۴ دسامبر ۱۹۶۸ – ۱۵ دسامبر ۲۰۱۲) یک نقاش اهل ارمنستان بود.

## زندگی‌نامه
وی در ۲۴ دسامبر ۱۹۶۸ در ایروان به دنیا آمد و از کالج دولتی هنرهای زیبا پانوس ترلمزیان و فرهنگستان هنرهای زیبا ایروان فارغ‌التحصیل شد. وی عضو اتحادیه نقاشان ارمنستان بود. وی در ۱۵ دسامبر ۲۰۱۲ در سن ۴۳ سالگی در ایروان درگذشت.